# Breviceps rosei
Breviceps rosei är en groddjursart som beskrevs av Anne Marie Power 1926. Breviceps rosei ingår i släktet Breviceps och familjen Brevicipitidae. IUCN kategoriserar arten globalt som livskraftig. Inga underarter finns listade.